# Николай I Китрский
Епископ Николай I Китрский (греч. Νικόλαος Λούσης; 1840, Стенимахос, ныне Асеновград — 29 июля 1882, Афины) — один из руководителей Пиерийского восстания 1878 года.

## Биография
Епископ Николай I Китрский, в миру Николаос Лусис (греч. Νικόλαος Λούσης) родился в 1840 году, в городе Стенимахос (греч. Στενήμαχος, нынешний болгарский Асеновград), где и получил своё первоначальное образование. Получив стипендию фонда мецената Комидзопулоса, уехал в Афины, где продолжил учёбу в церковном лицее Ризарио.
После окончания учёбы, вернулся в Филиппополь, нынешний Пловдив, где и был рукоположен во дьяконы. В 1868 году Николай отправился учителем в Ханья,Крит, где принял участие в Критской революции. В 1873 году Николай стал преподавателелем теологии в греческом лицее Ставродромион, Константинополь. Двумя годами позже, Николай отправился в Фессалоники, где состоялось его знакомство с митрополитом Иоакимом (Деведзисом). В следующем году становится священником.
Почти сразу затем, в 1875 году, в возрасте 35 лет, стал епископом Китрским в городе Колиндрос.
Восточный кризис 1875—1878 годов, русско-турецкая война и последовавший Сан-Стефанский мир были факторами ускорившими восстание греческого населения в регионах Центральная Македония и Западная Македония. Греческое население Македонии, принявшее участие во всех греческих революциях с 1770 года, но остававшееся вне пределов возрождённого греческого государства, могло оказаться в пределах создаваемой русской дипломатией «Великой Болгарии».
Греки восстали (Пиерийское восстание). Епископ Николай возглавил восстание в центре своей епископии, городе Колиндрос. Начало этого восстания совпало с днём, когда был подписан Сан-Стефанский мир, 19 февраля / 3 марта 1878 года. Повстанцы образовали «Временное правительство Македонии», членом которого и стал епископ Николай.
Первоначально повстанцам сопутствовал успех, но последовала переброска, уже свободных от военных действий, османских сил.
Повстанцы выслали свои семьи в укреплённые горные позиции и в монастырь Всех Святых, а сами заняли позиции в Колиндрос. 25 февраля 2500 регулярных солдат с орудиями и 500 иррегулярных турок направились к Колиндрос. Турки вошли в город 26 февраля. Епископ Николай поджёг сам кафедральный собор, чтобы святые реликвии не попали в руки турок. Сам город был сожжён турками и «черкесами».
Епископ вместе с другими повстанцами скрылся в горах Хасиа и в регионе истоков реки Ахелоос. Повстанцы продолжили партизанскую войну. Епископ был отправлен через город Ламия в Афины, где его с почестями встретил Македонский комитет и тысячи жителей. Впоследствии он был назначен преподавателем Закона Божия в гимназию города Ламия, где оставался до 1880 года. Епископ Николай умер в конце июня 1882 года в Афинах. На его похоронах, кроме других официальных лиц присутствовал премьер-министр Греции Харилаос Трикупис.
Епископ Николай оставил после себя кодекс, в котором детально описал все события Пиерийского восстания.
Несмотря на поражение, Пиерийское восстание усилило дипломатическую позицию Греции на Берлинском конгрессе, который подверг ревизии Сан-Стефанский мир. Детали этой ревизии были предварительно обговорены секретным англо-русским соглашением от 18-30 апреля 1878 года. Македония не была включена в состав нового болгарского государства, что совпадало с позицией и других европейских государств.
По решениям конгресса Греция получила коррекцию в свою пользу границ в Эпире и в Фессалии. Ревизия Сан-Стефанского мира, которой в определённой мере содействовали Пиерийское восстание и борьба епископа Николая, оставила вопрос о будущем Македонии открытым до Балканских войн 1912—1913 годов.

## Память
- Центральная площадь городка Колиндрос носит имя епископа Николая. На площади установлен его бюст.
- Каждое 22 февраля Колиндрос отмечает годовщину Революции и память епископа Николая.
- Общество культуры Колиндроса носит имя «Николаос Лусис»[7]